# Lukas Sandell
Lukas Sandell (Reslöv, 3 de febrero de 1997) es un jugador de balonmano sueco que juega de lateral derecho en el MKB Veszprém. Es internacional con la selección de balonmano de Suecia.
Su primer gran campeonato con la selección fue el Campeonato Mundial de Balonmano Masculino de 2021, donde su selección consiguió la medalla de plata.

## Palmarés

### Selección nacional
| Campeonato Mundial | Campeonato Mundial   | Campeonato Mundial | Campeonato Mundial |
| Año                | Lugar                | Medalla            |                    |
| ------------------ | -------------------- | ------------------ | ------------------ |
| 2021               | Egipto               | Medalla de plata   |                    |
| Campeonato Europeo |                      |                    |                    |
| Año                | Lugar                | Medalla            |                    |
| 2022               | Hungría y Eslovaquia | Medalla de oro     |                    |
| 2024               | Alemania             | Medalla de bronce  |                    |

### Elverum
- Liga de Noruega de balonmano (1): 2020
- Copa de Noruega de balonmano (1): 2020

### Aalborg
- Liga danesa de balonmano (1): 2021
- Copa de Dinamarca de balonmano (1): 2021

### Veszprém
- Liga húngara de balonmano (1): 2024
- Copa de Hungría de balonmano (1): 2024
- Campeonato Mundial de Clubes de Balonmano (1): 2024

## Clubes
| Club             | País      | Año         |
| ---------------- | --------- | ----------- |
| Elverum Handball | Noruega   | 2018 - 2020 |
| Aalborg HB       | Dinamarca | 2020 - 2023 |
| MKB Veszprém     | Hungría   | 2023 - Act. |